# Андерсенград
Андерсенград — детский игровой комплекс в городе Сосновый Бор, открытый в 1980 году и посвящённый 175-летию сказочника Ханса Кристиана Андерсена.

## История
Первоначально на холме на улице Солнечной по указанию ВНИПИЭТ была сооружена лишь детская дорога, строительство детского игрового комплекса не предполагалось. В 1975 году архитектору Юрию Тимофеевичу Савченко было предложено обустроить данное место. Было решено, по аналогии с Малой Копорской крепостью во втором микрорайоне, создать в третьем микрорайоне детский игровой комплекс «Вышгород» в прибалтийском стиле. Позднее при содействии сосновоборского журналиста Карла Ренделя комплекс было решено посвятить 175-летию сказочника Ханса Кристиана Андерсена.
Возведение началось в 1975 году, однако после постройки кафе и ворот строительство было прекращено на несколько лет. Продолжить его удалось благодаря усилиям первого секретаря горкома КПСС Л. А. Перекрёстова. Строительством руководил И. И. Семыкин. В строительстве принимали участие военные, а также комсомольская молодёжь.
Открытие состоялось 1 июня 1980 года. Андерсенград охраняется государством как памятник архитектуры.

## Архитектурный ансамбль

Схема Андерсенграда

На территории Андерсенграда расположены различные строения, так или иначе связанные со сказками Андерсена: горельеф с изображением сказочника, Ратушная башня, башня Оловянного солдатика, кафе «Белоснежка», дом Оле Лукойе, летний театр, бастионы, мосты, подземный ход. По всему городку проходит трасса детской автодороги. В архитектурно-художественном оформлении городка использованы мозаичные панно, витражи, гобелены, черепица, стилизованные под средневековую западноевропейскую архитектуру. Общая площадь городка — 2 гектара. При открытии комплекса на его территории функционировал светофор, предназначенный для обучения детей правилам дорожного движения.

## Скульптура

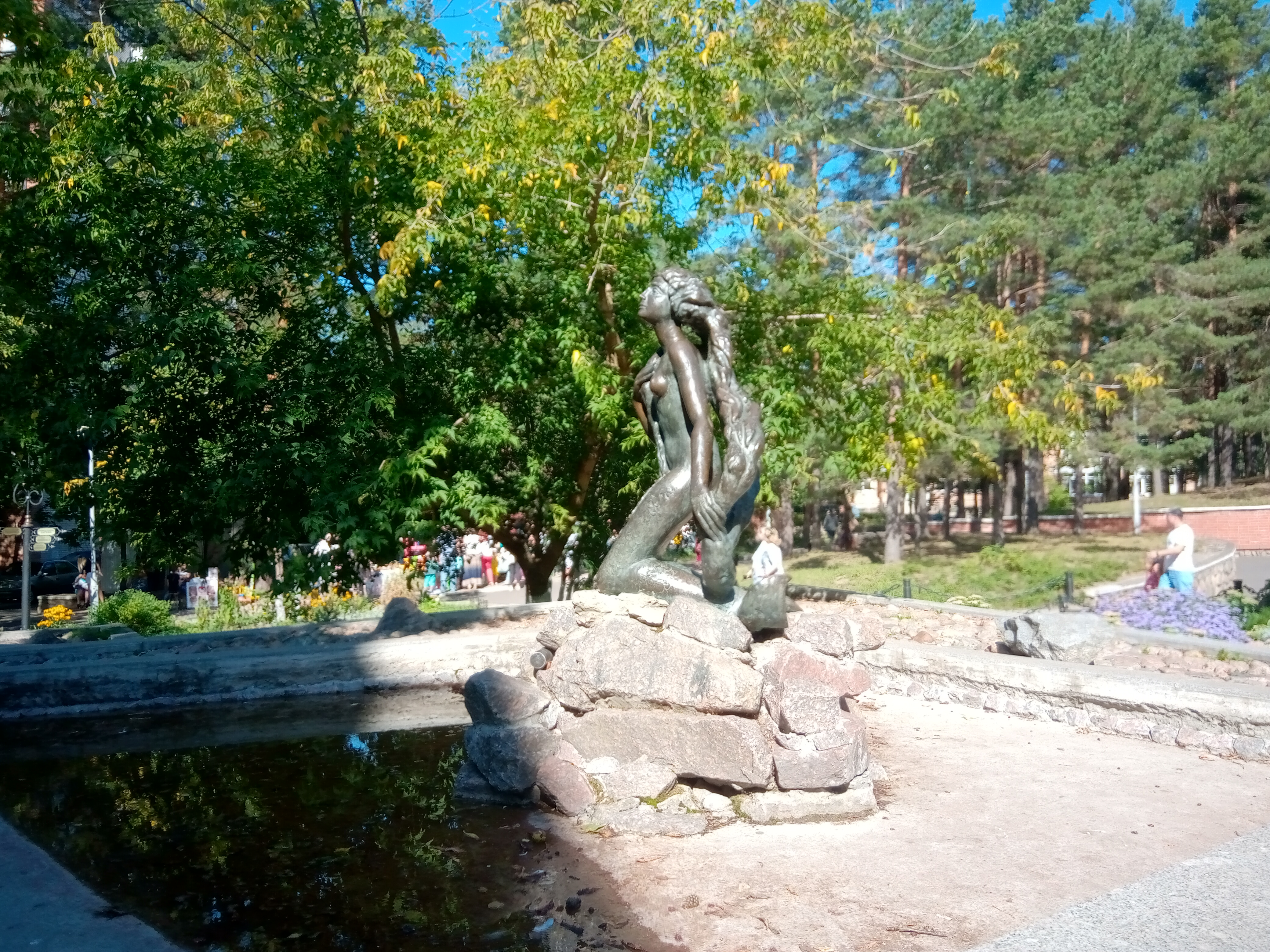
Статуя Русалочки

На момент открытия Андерсенграда единственной скульптурой в нём был горельеф, изображающий Андерсена. Его автор — скульптор Г. С. Джангулов. В 2008 году для ликвидации последствий вандализма горельеф был заменён новой аналогичной работой того же автора.
В 2008 году была установлена статуя Русалочки. В 2010 году — статуя оловянного солдатика.

## Культурная программа

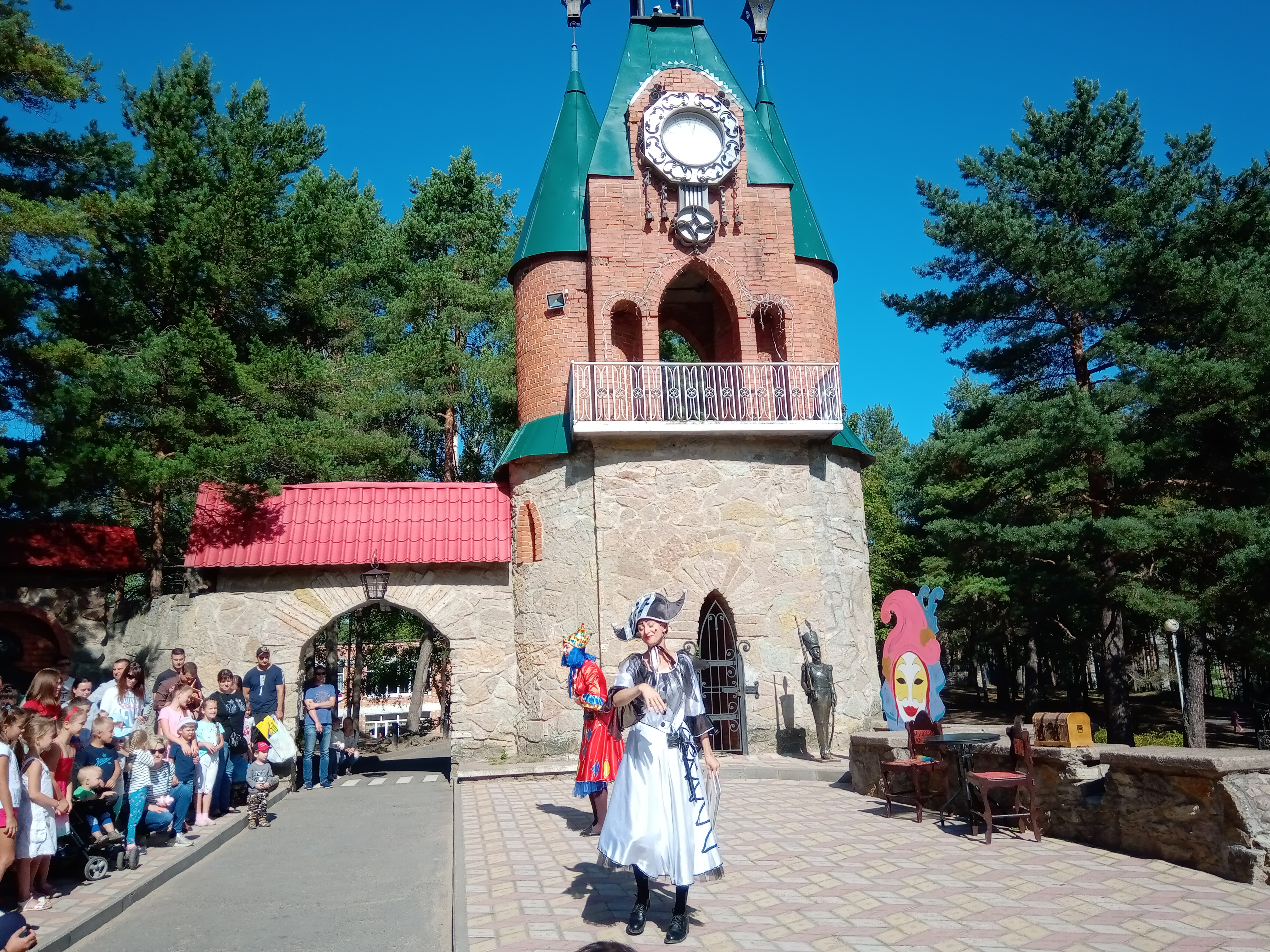
Первое сентября 2019 года

В Андерсенграде ежегодно проводится более 300 различных культурных мероприятий. На территории комплекса летом работают аттракционы, базируется ролевой клуб, а также проходят фестивали фолк-музыки.

## Реставрации

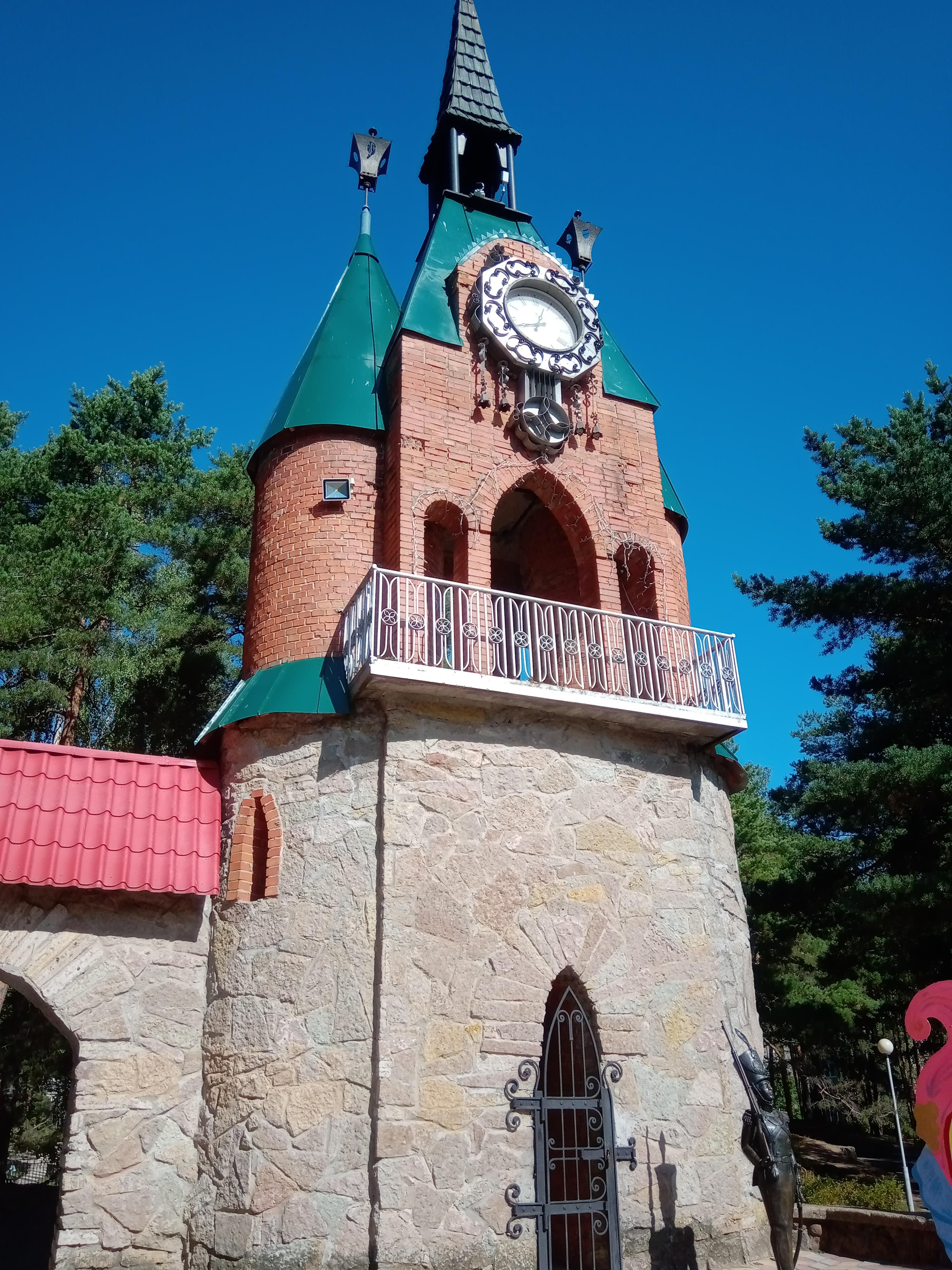
Ратушная башня и скульптура Оловянного солдатика

- В 2008 году памятник Андерсену был заменён с медного на бронзовый; возобновлена работа фонтана и бассейна[9].
- 1 сентября 2011 года были запущены часы на Ратушной башне — прежние остановились вскоре после открытия комплекса[12].

## Вандализм
Комплекс периодически становится объектом вандализма. В 2010 году на территории комплекса и близлежащих зданиях в целях борьбы с вандализмом были установлены камеры видеонаблюдения.